# AKN Eisenbahn

Sieć AKN w Holsztynie i Hamburgu

AKN Eisenbahn GmbH – regionalne przedsiębiorstwo transportu kolejowego z siedzibą w Kaltenkirchen, istniejące od 1883 roku. Obsługuje regularne przewozy pasażerskie na sieci normalnotorowej w Szlezwiku-Holsztynie i Hamburgu. Oba kraje związkowe są również udziałowcami i każdy z nich posiada połowę udziałów w spółce. AKN transportuje około 12 mln pasażerów rocznie (2022).

## Linie
Kręgosłup sieci AKN stanowi linia kolejowa Hamburg-Altona – Kaltenkirchen – Bad Bramstedt – Neumünster.
W kontekście sieci szybkiego transportu w Hamburgu (HVV) linie AKN wykorzystywane są obok U-Bahn (U), S-Bahn (S) i pociągów regionalnych (R) i oznaczone są pomarańczowym „A”. Natomiast na mapach sieci, które pokazują wyłącznie linie AKN, oraz w publikacjach niezależnych od HVV, stosowane są oddzielne kolory: czerwony dla A1, zielony dla A2 i ciemnoniebieski dla A3.
System AKN składa się z trzech linii:
| Linia | Linia | Trasa |
| ----- | ----- | --- |
|       |       | Eidelstedt – Eidelstedt Zentrum – Hörgensweg – Schnelsen – Burgwedel – Bönningstedt – Hasloh – Quickborn Süd – Quickborn – Ellerau – Tanneneck – Ulzburg Süd |
|       |       | Norderstedt Mitte – Moorbekhalle – Friedrichsgabe – Quickborner Straße – Haslohfurth – Meeschensee – Ulzburg Süd – Henstedt-Ulzburg – Kaltenkirchen Süd – Kaltenkirchen – Holstentherme – dodenhof – Nützen – Lentföhrden – Bad Bramstedt Kurhaus – Bad Bramstedt – Wiemersdorf – Großenaspe – Boostedt [– Neumünster Süd – Neumünster, poza obszarem HVV] |
|       |       | Elmshorn – Langenmoor – Sparrieshoop – Bokholt – Voßloch – Barmstedt Brunnenstraße – Barmstedt – Langeln – Alveslohe – Henstedt-Ulzburg – Ulzburg Süd |